# Llynnau Mymbyr
Die Llynnau Mymbyr [ˌɫ̩ənaɨ ˈməmbɪr] sind zwei durch einen Kanal verbundene Seen im Dyffryn Mymbyr, einem Tal im Snowdonia-Nationalpark im Nordwesten von Wales. Direkt nordöstlich schließt der Ort Capel Curig an, die Fernstraße A4086 nach Caernarfon verläuft entlang des Nordufers.
Die maximale Tiefe der Seen beträgt 10 Meter. Sie liegen in einem 1,2 Kilometer langen Trog, der durch einen Ring aus Sandstein, die so genannte Capel Curig Volcanic Formation, gebildet wird. Die vulkanischen Felsen des Moel Siabod ragen an der Südseite der Seen auf. Ein Damm in der Mitte der Seen zerschneidet den ursprünglichen See in zwei Teile, die noch durch einen maximal 35 Meter breiten Kanal verbunden sind. Daher wird statt des Singulars Llyn Mymbyr die Pluralform llynnau gebraucht. Zufluss erhalten die Seen vom Fluss Nantygwryd (Nant-y-gwryd), der vom Llyn Cwm-y-ffynnon entspringt. Bei Capel Curig mündet er in den Fluss Llugwy.
Am See wurde früher geangelt und Tauchen geübt. Heute werden durch Plas y Brenin und andere lokale Institutionen Kanukurse durchgeführt.